# 加里波第纪念碑 (尼斯)

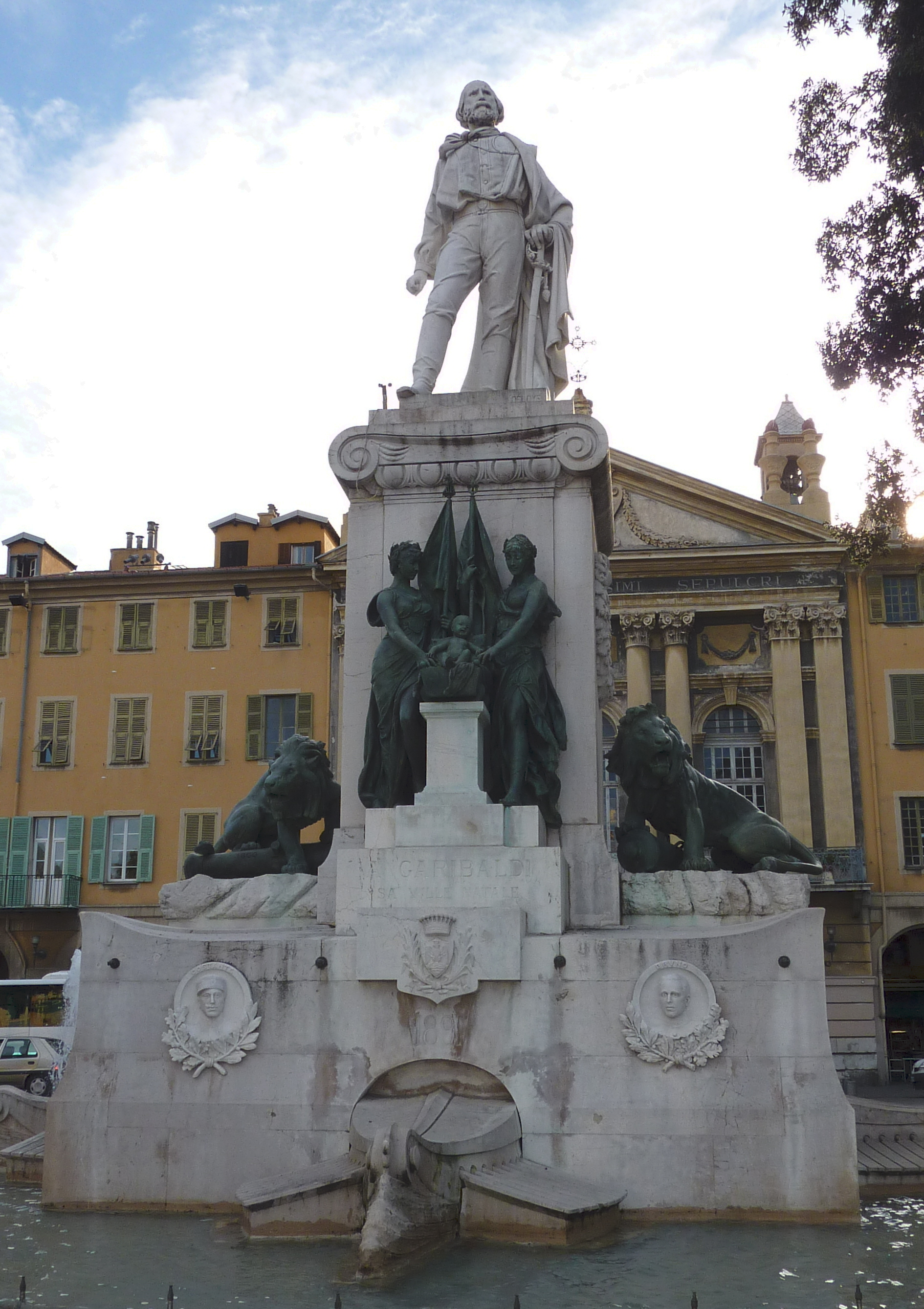

加里波第纪念碑（Monument à Garibaldi）位于法国尼斯，于1891年立于加里波第广场，作者是两位雕塑家Antoine Étex和 Gustave Deloye.
1882年6月4日朱塞佩·加里波第去世的当天，尼斯市议会决定竖立一尊他的雕像。  
该雕塑于2009年7月23日列为法国历史古迹。

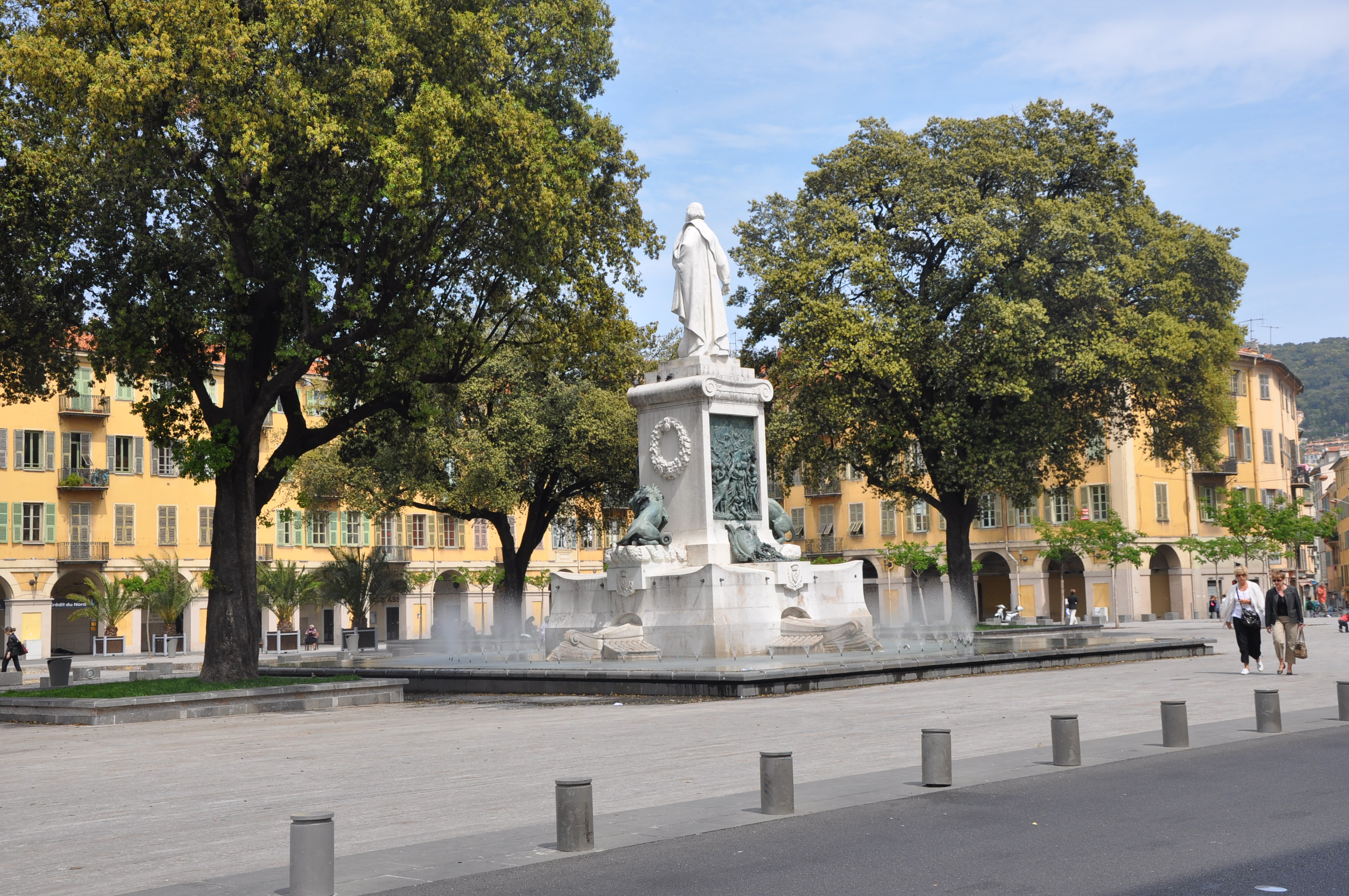